# Eurovision Song Contest 1987
Eurovision Song Contest 1987 blev afholdt i Palais du Centenaire i Bruxelles, da Belgien vandt Eurovision Song Contest 1986. Showet blev afholdt 9. maj 1987, det havde 22 deltagende lande, og vært var Viktor Lazlo.

## Problemer
Den svenske deltagersang, Fyra Bugg & en Coca Cola, måtte skifte titel og refræn for at overholde konkurrencens reklameregler.

## Deltagere og resultater
| Sang nr. | Land           | Solist                         | Sang                                   | Plads | Point |
| -------- | -------------- | ------------------------------ | -------------------------------------- | ----- | ----- |
| 1        | Norge          | Kate Gulbrandsen               | Mitt liv                               | 9     | 65    |
| 2        | Israel         | Datner & Kushnir               | Shir ha'batlanim                       | 8     | 73    |
| 3        | Østrig         | Gary Lux                       | Nur noch Gefühl                        | 20    | 8     |
| 4        | Island         | Halla Margret Árnadóttir       | Haegt og hljótt                        | 16    | 28    |
| 5        | Belgien        | Liliane St Pierre              | Soldiers of Love                       | 11    | 56    |
| 6        | Sverige        | Lotta Engberg                  | Boogaloo                               | 12    | 50    |
| 7        | Italien        | Umberto Tozzi & Raf            | Gente di mare                          | 3     | 103   |
| 8        | Portugal       | Nevada                         | Neste barco a vela                     | 18    | 15    |
| 9        | Spanien        | Patricia Kraus                 | No estas solo                          | 19    | 10    |
| 10       | Tyrkiet        | Locomotif & Seyyal Tanner      | Sarkim sevgi ustünne                   | 22    | 0     |
| 11       | Grækenland     | Bang                           | Stop                                   | 10    | 64    |
| 12       | Holland        | Marcha                         | Rechtop in de wind                     | 5     | 83    |
| 13       | Luxembourg     | Plastic Bertrand               | Amour amour                            | 21    | 4     |
| 14       | Storbritannien | Rikki                          | Only the Light                         | 13    | 47    |
| 15       | Frankrig       | Christine Minier               | Les mots d'amour n'ont pas de dimanche | 14    | 44    |
| 16       | Vesttyskland   | Wind                           | Laß die Sonne in dein Herz             | 2     | 141   |
| 17       | Cypern         | Alexia Vassiliou               | Aspro mavro                            | 7     | 80    |
| 18       | Finland        | Vicky Rosti                    | Sata salamaa                           | 15    | 32    |
| 19       | Danmark        | Anne Cathrine Herdorf & Bandjo | En lille melodi                        | 5     | 83    |
| 20       | Irland         | Johnny Logan                   | Hold Me Now                            | 1     | 172   |
| 21       | Jugoslavien    | Novi Fosili                    | Ja sam za ples                         | 4     | 92    |
| 22       | Schweiz        | Carol Rich                     | Moitié-moitié                          | 17    | 26    |

## Kapelmestre
- Norge - Terje Fjærn
- Israel - Kobi Oshrat
- Østrig - Richard Österreicher
- Island - Hjálmar H. Ragnarsson
- Belgien - Freddy Sunder
- Sverige - Curt-Eric Holmquist
- Italien - Gianfranco Lombardi
- Portugal - Jaime Oliveira
- Spanien - Eduardo Leyva
- Tyrkiet - Garo Mafyan
- Grækenland - Yiorgos Niarchos
- Nederlandene - Rogier van Otterloo
- Luxembourg - Alec Mansion
- Storbritannien - Ronnie Hazlehurst
- Frankrig - Jean-Claude Petit
- Vesttyskland - Laszlo Bencker
- Cypern - Jo Carlier
- Finland - Ossi Runne
- Danmark - Henrik Krogsgaard
- Irland - Noel Kelehan
- Jugoslavien - Nikica Kalogjera
- Schweiz - Ingen Kapelmester

## 12 points
Alle de 12 point der blev afgivet.
| Nr. | Land         | Afgiver                                                                            |
| --- | ------------ | ---------------------------------------------------------------------------------- |
| 8   | Irland       | Østrig, Belgien, Finland, Italien, Nederlandene, Sverige, Schweiz, Storbritannien. |
| 5   | Italien      | Tyskland, Irland, Portugal, Spanien, Jugoslavien.                                  |
| 2   | Tyskland     | Danmark, Island.                                                                   |
| 2   | Jugoslavien  | Norge, Tyrkiet.                                                                    |
| 1   | Cypern       | Grækenland.                                                                        |
| 1   | Grækenland   | Cypern.                                                                            |
| 1   | Frankrig     | Luxembourg.                                                                        |
| 1   | Nederlandene | Frankrig.                                                                          |
| 1   | Sverige      | Israel.                                                                            |

## Tilbagevendende Artister
| Artist       | Land     | Tidligere år                   |
| ------------ | -------- | ------------------------------ |
| Gary Lux     | Østrig   | 1983 (Medlem af Westend), 1985 |
| Alexia       | Cypern   | 1981 (Medlem af (Island band)) |
| Wind         | Tyskland | 1985                           |
| Johnny Logan | Irland   | 1980                           |

## Muligvis sovjetisk deltagelse
Det blev i 2009 offentliggjort, at den (på det tidspunkt) sovjetiske kulturminister Georgi Veselov overvejede at få Sovjetunionen til at deltage i Eurovision Song Contest. Dette blev dog set som et meget hastigt skridt af mange højstående i det sovjetiske kommunistpart (også Gorbatjov) så derfor blev det aldrig til noget. 